# علم الجمهورية العراقية الثالثة
علم الجمهورية العراقية أو علم الجُمهوريَّة العراقيَّة الثالثة أو علم العراق إبان حُكم حزب البعث أو اختصارًا علم العراق البعثيّ تألف من أربعة ألوان بالترتيب الأحمر والأبيض والأسود والأخضر وهي ألوان الوحدة العربيَّة، تكوَّن العلم من ثلاث مُستطيلات أفقيَّة مُتساوية أعلاها لونه أحمر وأوسطها باللَّون الأبيض وأسفلها باللَّون الأسود مع ثلاثة نُجُوم خضراء تتوسَّط المُستطيل الأبيض وفيما بعد أُضِيف التكبير «ألله أكبر» مكتوبًا باللَّون الأخضر بخطّ يد صدّام حسين. يقع لفظ الجلالة «ألله» بين النَّجمتين الأولى والوسطى وتقع كلمة «أكبر» بين النّجمتين الوسطى والأخيرة بالنّسبة لجهة السّارية.
كان العلم في بادئ الأمر يتكوَّن من ثلاث مُستطيلات أفُقيَّة أعلاها أحمر يليه الأبيض فالأسود مع ثلاثة نُجُوم خُماسيَّة خضراء تقع على المُستطيل الأبيض تشير ألى ميثاق الوحدة الاتحاديَّة بين العراق وسورية ومصر. وقد أقِرَّ هذا العلم خلال الجُمهوريَّة الثانية في 31 تموز 1963 وعلى الرغم من انقلاب البعثيين على هذه الحُكومة فيما بعد سنة 1968 في انقلاب 17 تموز إلا أنهم حافظوا على العلم كما هو، فضلًا عن أنهم اشتركوا في انقلاب 8 شباط سنة 1963م ضد حكومة عبد الكريم قاسم. وكونهم أول من أسس حكومة من بعدها بقيادة أحمد حسن البكر الذي خُلِع من قبل رئيس الجمهورية عبد السلام عارف في ذات العام.
حافظ البعثيون على العلم كما هو طيلة فترة حكمهم لاسيما خلال حكم البكر حتى وصول صدام حسين إلى السلطة حيث تم بعد سبع سنوات تغيير رمزية النجوم الثلاثة من الوحدة الاتحادية بين العراق وسوريا ومصر بدلًا من ذلك أصبحت كل نجمة تمثل مبدأ من مبادئ حزب البعث العربي الاشتراكي وهي (وحدة، حرية، اشتراكية) مع الحفاظ على كافة الألوان الأحمر، الأبيض، الأسود، الأخضر التي ترمز إلى الوحدة والقومية العربية بالإضافة إلى الحفاظ على شكل العلم وصدر القرار من مجلس قيادة الثورة بتاريخ 3 أغسطس 1986م.
في 13 كانون الثاني 1991 تم تعديل قانون العلم العراقي بإضافة لفظ التكبير (ألله أكبر) إلى العلم بخط صدام حسين باللون الأخضر حيث يتمركز لفظ الجلالة (ألله) بعد النجمة الخضراء الأولى لجهة السارية وكلمة (أكبر) بعد النجمة الخضراء الثانية حيث تكون النجمة الثانية هي الفاصلة بين الكلمتين مع الحفاظ على مسافة متساوية بين النجوم الخماسيَّة الثلاثة على وجهيّ العلم. وقد تمَّ الإبقاء على ألوان الوحدة العربيَّة (الأحمر، الأبيض، الأسود، الأخضر) فكان هذا النموذج هو الشكل الأخير للعلم العراقي خلال حكم حزب البعث في العراق.

## خلفية تاريخية

### الجمهورية الأولى

علم الجمهورية العراقية 1 كانون الثاني 1959–31 تموز 1963

قامت الجُمهوريَّة العراقيَّة في 1958 على إثر حركة تموز التي نفذها تنظيم الضُباط الوطنيِّين في 14 تموز، فتقلَّد عبد الكريم قاسم رئاسة الوزراء ومحمد نجيب رئاسة الدَّولة وعبد السَّلام عارف نيابة رئيس الوزراء، وقد تم اختيار أول علم للجُمهوريَّة في 1 يناير 1959 أي بعد 5 أشهر و17 يومًا من إعلانها في 14 تموز 1958.
كان ذلك العلم مكونًا من ثلاث شرائط عموديَّة بترتيب أسود، أبيض، أخضر مع نجمةٍ ودائرةٍ صُفر تتوسَّطان الشريط الأبيض. وقد أُلغِي علم المملكة العراقية المُكوَّن من مُستطيلات أفقيَّة مع مُثلث أحمر ونجمتين عليه وقد سبقه إلغاء علم الاتحاد العربي فور نهاية الملكية في العراق.

### الجمهورية الثانية

علم الجمهورية العراقية 31 تموز 1963–13 كانون الثاني 1991

في 8 شباط 1963 قام حزب البعث والقوميون العرب بتنفيذ انقلاب عسكري أطاح بحكومة عبد الكريم قاسم وقتله في 9 شباط 1958م. فانتهت بذلك الجمهورية الأولى، بعد تسعة أشهر من الانقلاب الأول قام رئيس الجمهورية عبد السلام عارف بإزاحة البعثيين من الحكم وقد كانوا يتقلدون رئاسة مجلس الوزراء يمثلهم في ذلك أحمد حسن البكر، مثل ذلك المنصب السلطة العليا في البلاد آنذاك.
كان الإقصاء نتيجةً للانقسامات الحاصلة في صفوف حزب البعث العربي الاشتراكي وخلافهم مع بقية التيارات السياسية التي وصلت حد استخدام السلاح عن طريق ميليشيات الحرس القومي التابعة للبعث. حتى انتهت الأحداث في حركة أسماها قادتها حركة تشرين التصحيحية في 18 تشرين الثاني 1963م.
بعد تأسيس الجمهورية الثانية تم إلغاء علم الجمهورية الأولى واعتماد علم جديد يحمل ألوان الوحدة العربية إذ تكون من ثلاث مستطيلات أعلاها باللون الأحمر وأوسطها باللون الأبيض وأسفلها باللون الأسود مع ثلاثة نجوم خضر تتوسطن المستطيل الأبيض ترمز لميثاق الوحدة الاتحادية بين العراق وسوريا ومصر وقد تم اعتماد العلم الجديد في 31 تموز 1963.

## علم ميثاق الوحدة
في 17 تموز 1968 نفذ البعثيون انقلابًا لخلع الرئيس عبد الرحمن عارف وهو أخ عبد السلام عارف الذي سبقه في رئاسة الجمهورية. أدى الانقلاب إلى نهاية الجمهورية الثانية مع سيطرة حزب البعث العربي الاشتراكي على الحكم في العراق. فتقلَّد أحمد حسن البكر رئاسة الجُمهوريَّة، وعلى الرغم من وصول البعثيين للحكم إلا أنهم حافظوا شكل على العلم ذو النجوم الثلاثة الذي تم إقراره في 31 تموز 1963 ثم تم تغيير الرمزية سنة 1986.

طيارون عراقيون خلال حرب الخليج الأولى وتظهر خلفهم طائرات الميراج إف1 عليها العلم العراقي ذو النجوم الثلاثة.

## تغير رمزية الأنجم
في 3 أغسطس 1986 تم تغيير رمزية النجوم الثلاثة من ميثاق الوحدة الاتحادية إلى مبادئ حزب البعث، جاء في قانون علم العراق رقم (33) لسنة 1986 في المادة رقم (2) ما يلي:
أولًا:
| علم الجمهورية العراقية الثالثة | يكون شكل العلم مستطيلا يبلغ عرضه ثلثي طوله ، وينقسم الى ثلاثة مستطيلات افقية متساوية الابعاد ، ويكون الاعلى منها احمر والأوسط ابيض والاسفل اسود ، وتكون في الاوسط منها ثلاث نجوم خضراء خماسية الزوايا وتتجه الذؤابة العليا لكل نجمة الى الاعلى تماما ، وتكون الزوايا الخارجية لكل منها بمقدار 108 درجات ، وتكون المسافات متساوية بين كل نجمة واخرى وبينها وبين حافتي العلم ، وذلك وفق الشكل الملحق بهذا القانون. | علم الجمهورية العراقية الثالثة |

ثانيًا:
| علم الجمهورية العراقية الثالثة | تمثل الوان العلم العراقي الوان الرايات العربية التي استخدمت في التاريخ العربي منذ فجر الاسلام حتى الوقت الحاضر ، وتمثل النجوم الثلاث مبادىء الوحدة والحرية والاشتراكية. | علم الجمهورية العراقية الثالثة |

## إقرار العلم الجديد

علم العراق إبان حكم حزب البعث 13 كانون الثاني 1991

بعد حرب الخليج الثانية في 13 كانون الثاني 1991 تم تغيير العلم وقرر صدام إضافة الله أكبر إلى العلم بخط يده باللون الأخضر، جاء في قانون (6) لسنة 1991 ما يلي:
| علم الجمهورية العراقية الثالثة | يكون شكل العلم مستطيلاً يبلغ عرضه ثلثي طوله، وينقسم إلى ثلاثة مستطيلات أفقية متساوية الأبعاد، ويكون المستطيل الأعلى منها أحمر والأوسط أبيض والأسفل أسود، وتكون في المستطيل الأوسط منها ثلاث نجوم خضراء خماسية الزوايا تتجه الذؤابة العليا لكل نجمة إلى الأعلى تماماً، وتكون الزوايا الخارجية لكل منها بمقدار (108) درجات، ويكون قطر الدائرة الخارجية لكل منها التي مركزها مركز النجمة ويمر محيطها من ذؤابات كل منها بنسبة 20% من عرض العلم وتوضع النجوم الثلاث في المستطيل الأوسط أفقياً بحيث تكون المسافة بين حافته اليمنى ومركز النجمة القريبة منها وبين حافته اليسرى ومركز النجمة القريبة منها وبين مركز كل نجمة وأخرى متساوية، والمسافة بين مركز كل نجمة وحافتي المستطيل العليا والسفلى متساوية، وتكون على الوجهين عبارة (الله أكبر) كلمة (الله) بعد النجمة الأولى وكلمة (أكبر) بعد النجمة الثانية مكتوبة بخط السيد الرئيس القائد صدام حسين رئيس الجمهورية وباللون الأخضر، وتكون نسبة تثبيت وتوثيق الانعكاسات الطيفية لألوان العلم بحدود مدى رؤية الإنسان في ضوء النهار من طول موجة (400–700) نانوميتر، أي بحدود الضوء المرئي وذلك وفق الشكل الملحق بهذا القانون | علم الجمهورية العراقية الثالثة |

## الهمزة في لفظ الجلالة
لا تُكتب الهمزة في أول لفظ الجلالة «ألله»، بل تُكتب همزة الوصل «الله» وتعدُّ كتابتها بالقطع قراءةً شاذةً.
في 1991 كتب صدّام عِبارة «ألله أكبر» بيده بهمزة القطع لا الوصل، وأمرَ بأن تُوضَع على علم العراق وظلَّت العبارة مكتوبةً حتّى تبديل العلم عام 2008 حين حُذفَت همزة القطع «ألله» وكُتبتْ همزة وصلٍ «الله».

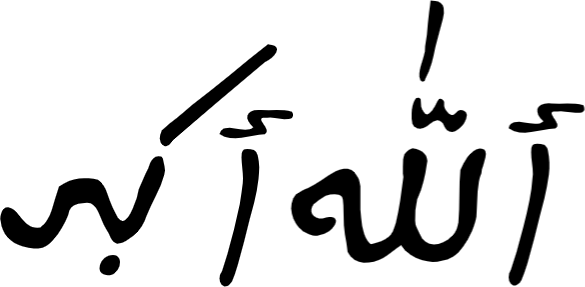
التكبير بخط يد صدام حسين الذي وضعه على العلم وتظهر فيه همزة القطع بداية لفظ الجلالة

### عدم التصحيح
قيل أن صدّام حسين حين كتب لفظ الجلالة بهمزة القطع ارتكب خطأ إملائيًا وخاف المُحيطون به تصحيح ذلك له.

### لهجة بغداد
وقيل أن صدام حسين تعمَّد كتابة الهمزة مقطوعةً في لفظ الجلالة تبعًا للهجة البغداديَّة التي تجعل همزة لفظ الجلالة مقطوعةً دائمًا.

## البروتوكولات
جاء في قانون نظام علم العراق رقم (6) لسنة 1986 ما يلي:
- المادة الثانية، أولًا:[15]

| علم الجمهورية العراقية الثالثة | يرفع العلم في مكتب رئيس الجمهورية على سارية توضع الى يمينه على الارض. | علم الجمهورية العراقية الثالثة |

- المادة الثانية
  - ثانيًا:[16]

| علم الجمهورية العراقية الثالثة | يرفع في صدور قاعات الاستقبال والاجتماعات والمآدب التي يحضرها رئيس الجمهورية علمان يتوسطهما شعار الجمهورية العراقية. | علم الجمهورية العراقية الثالثة |

- المادة الثانية
  - ثالثًا:[17]

| علم الجمهورية العراقية الثالثة | يرفع العلم على سارية في الجهة اليمنى وعلى سارية في الجهة اليسرى من مقدمة السيارة التي يستقلها الرئيس في تنقلاته الرسمية. | علم الجمهورية العراقية الثالثة |

- المادة الثانية
  - رابعًا:[18]

| علم الجمهورية العراقية الثالثة | يرفع العلم على النافذة اليمنى وعلى النافذة اليسرى من الطائرة التي يستقلها رئيس الجمهورية في تنقلاته الرسمية وذلك قبل الاقلاع وبعد الهبوط. | علم الجمهورية العراقية الثالثة |

- المادة الثانية
  - خامسًا:[19]

| علم الجمهورية العراقية الثالثة | يرفع العلم على النافذة اليمنى وعلم الدولة التي يزورها رئيس الجمهورية على النافذة اليسرى من الطائرة التي يستقلها في زياراته الرسمية ، وذلك بعد الهبوط وقبل الاقلاع ، وتحدد النافذتان بالنظر اليهما من داخل الطائرة. | علم الجمهورية العراقية الثالثة |

- المادة الثالثة:[20]

| علم الجمهورية العراقية الثالثة | يرفع العلم على سارية يوميا من شروق الشمس الى غروبها في البنايات الخاصة بالهيئات والدوائر الآتية ، ويرفع فيها بصورة مستمرة في ايام العطل الرسمية ويوم الشهيد الاول من كانون الاول وذكرى تأسيس حزب البعث العربي الاشتراكي في السابع من نيسان وذكرى الرد على العدوان الايراني على العراق في الثاني والعشرين من ايلول : 1. مجلس قيادة الثورة. 2. رئاسة الجمهورية. 3. مجلس الوزراء. 4. القيادة العامة للقوات المسلحة. 5. المجلس الوطني. 6. مراكز الوزارات. 7. المجلس التشريعي والمجلس التنفيذي لمنطقة الحكم الذاتي. 8. مقرات البعثات الدبلوماسية والقنصلية ومساكن رؤسائها. 9. قيادة القوات المسلحة البرية والجوية والبحرية ومعسكراتها والقطع البحرية. 10. الكليات والمعاهد العسكرية. 11. المحاكم ودوائر الادعاء العام. 12. رئاسة كل جامعة ومؤسسة المعاهد الفنية والكليات والمعاهد والمدارس. 13. مراكز المحافظات والاقضية والنواحي. 14. مديريات ومراكز الشرطة في المحافظات. | علم الجمهورية العراقية الثالثة |

## مخطط الألوان
|                        | أحمر       | أبيض        | أسود      | أخضر       |
| ---------------------- | ---------- | ----------- | --------- | ---------- |
| النموذج اللوني ح خ ز   | 206/17/38  | 255/255/255 | 0/0/0     | 1/123/61   |
| نظام العد الست عشري    | #ce1126    | #FFFFFF     | #000000   | #017b3d    |
| النموذج اللوني س م ص د | 0/92/82/19 | 0/0/0/0     | 0/0/0/100 | 99/0/50/52 |

## مشتقات وأعلام أخرى

### شعار العراق
احتوى شعار العراق الذي تم اعتماده في 1965 والذي صممه سعاد سليم على درع فيه علم العراق. بعد وصول البعثيّين إلى السُلطة للمرَّة الأخرى فقد تم الإبقاء على الشّعار والعلم. لكن مع تغيير العلم في 1991 تمَّ تغييره على الشعار كذلك مع تغيير ترتيب الألوان من الترتيب العموديّ إلى الترتيب الأفُقيّ.

### علم حزب البعث

علم حزب البعث

تكون علم حزب البعث العربي الاشتراكي من ثلاث خطوط أفقية الأول من الأعلى الأخضر يليه الأبيض فالأسود مع مثلث أحمر من الجهة اليسرى.

### علم إقليم كردستان

علم إقليم كردستان

في سنة 1992 تم الإعلان عن إقليم كردستان في شمال العراق في فترة حكم حزب البعث، وتم اعتماد علم خاص بالإقليم تكون من أربعة ألوان هي بالترتيب الأحمر فالأبيض فالأخضر مع شمس صفراء تتوسط المستطيل الأبيض.

## أعلام مشابهة

علم سوريا 1963–1972 وهي إحدى الدول في ميثاق الوحدة الاتحادية إلى جانب كل من مصر والعراق.
علم سوريا الحالي وعلم الجمهورية العربية المتحدة سابقًا
علم الجمهورية العربية اليمنية 1990
علم جمهورية حضرموت العربية 1967
علم اليمن الحالي
علم القدس

## معرض الصور

علم العراق إبان حكم حزب البعث وماقبله تظهر على طائرة خلف مجموعة من الطيارين
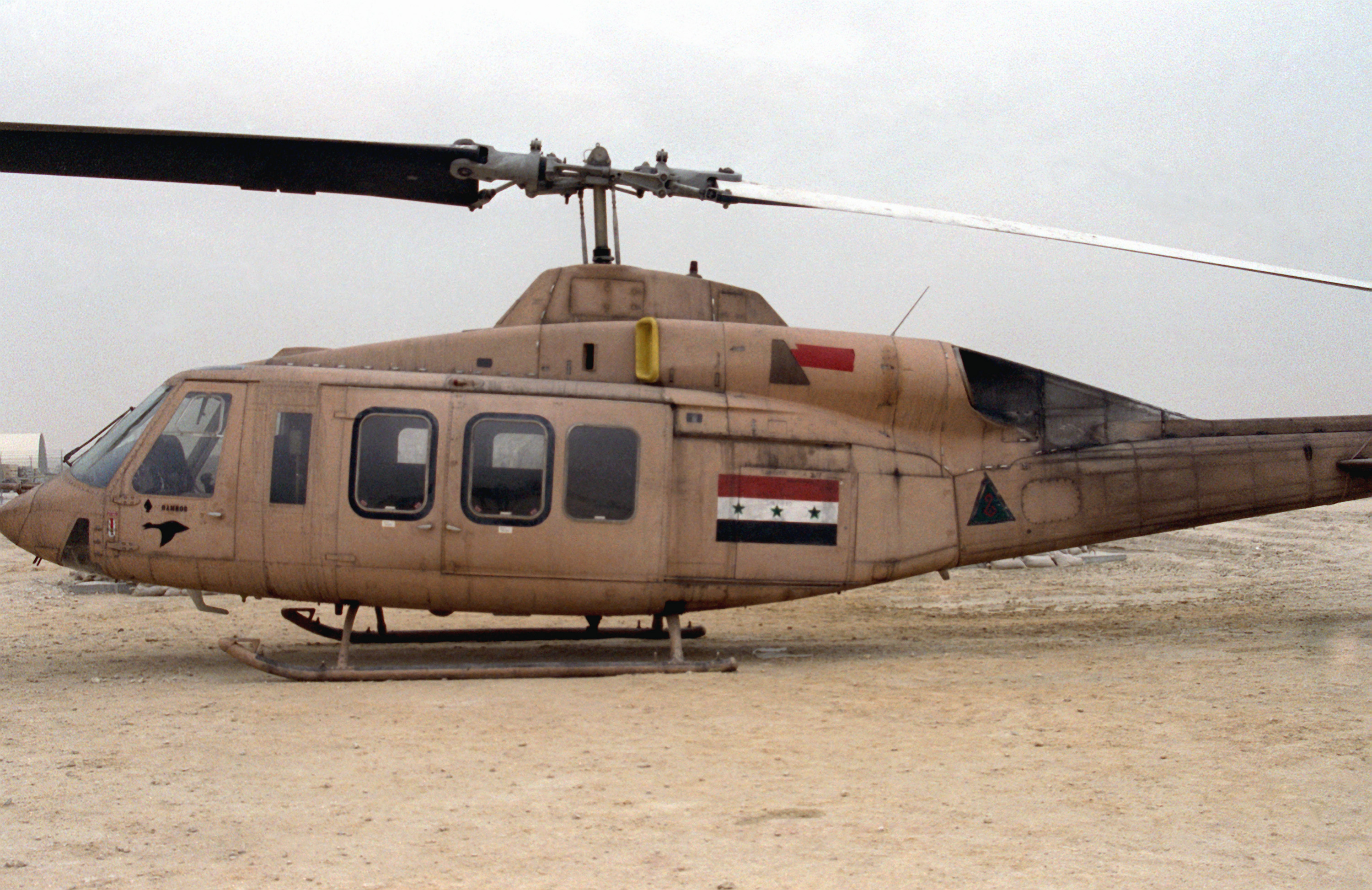
العلم يظهر على هيلكوبتر
شعار الجيش الشعبي العراقي ويظهر العلم إلى يساره
العلم يظهر إلى الجهة العليا من يمين راية فدائيي صدام

## وصلات خارجية
- نظام علم العراق المرقم (6) لسنة 1986
- قانون علم العراق رقم (33) لسنة 1986
- قانون رقم (6) لسنة 1991 نسخة محفوظة 14 أكتوبر 2017 على موقع واي باك مشين.